# Борисовка (Аургазинський район)
Бори́совка (рос. Борисовка, башк. Борисовка) — присілок у складі Аургазинського району Башкортостану, Росія. Входить до складу Ібраєвської сільської ради.
Населення — 5 осіб (2010; 4 в 2002).
Національний склад:
- росіяни — 100%